# Saint-Loubès
Saint-Loubès è un comune francese di 8 074 abitanti situato nel dipartimento della Gironda nella regione della Nuova Aquitania.

## Società

### Evoluzione demografica
Abitanti censiti